# 213 «А»
213 «А» (рос. 213 «А») — селище у складі Новотроїцького міського округу Оренбурзької області, Росія.

## Населення
Населення — 80 осіб (2010; 71 у 2002).
Національний склад (станом на 2002 рік):
- казахи — 45 %
- татари — 27 %